# Иванов, Андрей Вячеславович (писатель)
Андрей Вячеславович Иванов (род. 24 декабря 1971) — эстонский русский писатель.

## Биография
Родился в 1971 году в Эстонской ССР в семье милиционера и рабочей, живёт в Таллине. Учился в Таллинском педагогическом университете по специальности филолог-русист. Работал сварщиком, дворником и оператором на телефонных линиях, жил в переселенческих лагерях в Скандинавии.
Начал писать в 2004 году, печататься с 2007 года в русских журналах Финляндии и США. В Эстонии книги Андрея Иванова начали выходить с 2009 года. Печатается в российских журналах («Звезда», «Новый мир», «Русская проза» и др.). Вышло несколько книг на русском и эстонском. Роман «Путешествие Ханумана на Лолланд» был издан в Германии на немецком языке, а в 2011 году вышел в Москве в издательстве «АСТ». Член Союза эстонских писателей.
Имел эстонский серый паспорт (без гражданства), в марте 2018 года после сдачи экзамена получил эстонское гражданство.
Знает английский, датский и норвежский языки, учит эстонский язык.
Президентом Эстонии 21 февраля 2020 года Андрей Иванов награждён Орденом Белой Звезды IV класса за писательскую деятельность.

## Премии
- Лауреат премии Эстонского фонда «Капитал культуры»,
- Лауреат международного литературного конкурса «Русская Премия» (http://www.russpremia.ru/) в номинации «Крупная проза» за роман «Горсть праха» (2009),
- Лауреат «Русской Премии» в номинации «Малая проза» за повесть «Кризис» (2010),
- Победитель премии 2013 года НОС,
- финалист Русского Букера 2013 года,
- Премия Марка Алданова,
- Национальная премия Эстонии в области культуры (2016),
- Орден Белой звезды IV класса (2020).